# International Spinal Cord Society
The International Spinal Cord Society (ISCoS, vormals IMSoP) ist eine weltweit agierende gemeinnützige Gesellschaft, die sich mit allen Problemen im Zusammenhang mit Schäden des Rückenmarks beschäftigt.

## Geschichte
Im Jahr 1948 initiierte Sir Ludwig Guttmann in Stoke Mandeville die „Stoke Mandeville Games“ für Behinderte, die fortan parallel zu den Olympischen Spielen stattfanden. 1952 nahmen bereits 130 Sportler aus verschiedenen Ländern teil. 1960 wurden in Rom daraus die Paralympischen Spiele, die seitdem nach den Olympischen Spielen in derselben Stadt stattfinden.
Ab 1955 begannen die Ärzte aus verschiedenen Ländern, die ihre Teams zu den Spielen begleiteten, sich zu treffen, um über ihre klinische Arbeit und Forschung zu diskutieren. Daraus resultierte 1961 die Gründung der International Medical Society of Paraplegie (Internationale Medizinische Gesellschaft für Paraplegie) mit Sir Ludwig Guttmann als Präsidenten.
In den ersten Jahren fanden jährlich wissenschaftliche Konferenzen im Stoke Mandeville Hospital statt, außer jeweils im olympischen Jahr, wenn sie im Zusammenhang mit den Paralympics stattfanden. Heute sind die Treffen in vielen verschiedenen Ländern und darüber hinaus gibt es Regionaltagungen.

## Aufgaben
- Untersuchung aller Probleme im Zusammenhang mit traumatischen und nicht traumatischen Schädigungen des Rückenmarks
- wissenschaftlicher Austausch zwischen den Mitgliedern
- Beratung, Unterstützung, Förderung, Koordinierung von Forschung, Entwicklung und Bewertung der Aktivitäten im Zusammenhang mit Rückenmarksverletzungen weltweit.
- Beratung, Unterstützung der an der Betreuung von Patienten Beteiligten
- Beratung, Unterstützung der Verantwortlichen für die Aus- und Weiterbildung von Medizinern

## Mitglieder
Der Verein hat über 1.000 Mediziner und Wissenschaftler aus 87 Ländern. 
- Vollmitglieder
- Assoziierte Mitglieder
- Senior Mitglieder
- Emeritierte Mitglieder
- Fellowship of ISCoS
- Unterstützende Mitglieder

### Unterstützende Mitglieder
- American Paraplegia Society (APS)
- American Spinal Injury Association (ASIA)
- Asian Spinal Cord Network (ASCoN)
- Association Francophone Internationale des Groupes d'Animation de la Paraplégie (AFIGAP)
- Australian and New Zealand Spinal Cord Society (ANZSCoS)
- Chinese Association of Rehabilitation of Disabled Persons - Society of Spinal Cord Injury (CARDP - SoSCI)
- Deutschsprachige Medizinische Gesellschaft für Paraplegie (DMGP)
- Dutch Flemish Spinal Cord Society (DUFSCoS)
- Japan Medical Society of Spinal Cord Lesions(JASCoL)
- Latin American Society of Paraplegia (SLAP)
- Nordic Spinal Cord Society(NoSCoS)
- Romanian Spinal Cord Society (RoSCoS)
- Societá Medica Italiana di Paraplegia (SoMIPAR)
- Southern African Spinal Cord Association (SASCA)
- Spanish Society of Paraplegia (SEP)
- Spinal Cord Society - Indian Chapter
- Turkish Society of Spinal Cord Diseases (TrSCD)

(Quelle:)

## Präsidenten
| 1961–1970 | Sir Ludwig Guttmann  | Founder and First President |
| 1970–1973 | Herb Talbot          | Vereinigte Staaten          |
| 1973–1977 | Albert Tricot        | Belgien                     |
| 1977–1980 | Volkmar Paeslack     | Deutschland                 |
| 1980–1984 | Sir George Bedbrook  | Australien                  |
| 1984–1988 | Alain Rossier        | Schweiz                     |
| 1988–1992 | Ed Carter            | Vereinigte Staaten          |
| 1992–1996 | Paul Dollfus         | Frankreich                  |
| 1996–2000 | Hans Frankel         | Vereinigtes Königreich      |
| 2000–2004 | Takaaki Ikata        | Japan                       |
| 2004–2008 | W. Donovan           | Vereinigte Staaten          |
| 2008–2010 | W. El-Masry          | Vereinigtes Königreich      |
| 2010–2012 | Fin Biering-Sørensen | Dänemark                    |
| 2012–2014 | Douglas J. Brown     | Australien                  |

## Journal
SPINAL CORD (Rückenmark) ist der Name der monatlich erscheinenden Vereinszeitung, ein Forum, wo Mediziner und Grundlagenforscher, die auf dem Gebiet der spinalen Schäden tätig sind, publizieren.

## Society Medaille
Seit 1975 wird jährlich die Society Medaille für einen hervorragenden Beitrag zu Behandlung oder Prävention von Rückenmarkschäden oder für einen hervorragenden Beitrag zur Erforschung von Rückenmarkschäden verliehen.

Zunächst kamen für die Auszeichnung nur Mitglieder der Gesellschaft in Betracht, heute jedoch können auch geeignete Nichtmitglieder auf die Medaille hoffen.